# Teenage Mutant Ninja Turtles & Other Strangeness
Teenage Mutant Ninja Turtles & Other Strangeness är ett rollspel baserat på Kevin Eastman och Peter Lairds verk. Regelboken publicerades ursprungligen av Palladium Books i september 1985, några år före Turtles gått till mainstreammedierna och masshysteri – och baserades i stället på ursprungliga serieremsor av Kevin Eastman och Peter Laird. Spelet är baserat på Palladiums Megaversalsystemet. Vissa av regler kom sedan även att användas till andra upplagan av Heroes Unlimited.
Förutom huvudfigurer, som sköldpaddorna och Shredder, finns även fler andra djur med som spelbara figurer.

## Tillägg
- After the Bomb (januari 1986)
- Teenage Mutant Ninja Turtles Adventures! (juni 1986)
- Road Hogs (oktober 1986)
- Teenage Mutant Ninja Turtles Guide to the Universe (maj 1987)
- Transdimensional Teenage Mutant Ninja Turtles (april 1989)
- Truckin' Turtles (november 1989)
- Turtles Go Hollywood (mars 1990)